# 菲尼克斯 (喬治亞州)
菲尼克斯（英語：Phoenix）是位於美國喬治亞州普特南縣的一個非建制地區。該地的面積和人口皆未知。

## 地理
菲尼克斯的座標為33°21′57″N 83°16′40″W / 33.36583°N 83.27778°W，而該地的平均海拔高度為182米（即597英尺）。